# Cantonul Lauzerte
Cantonul Lauzerte este un canton din arondismentul Castelsarrasin, departamentul Tarn-et-Garonne, regiunea Midi-Pyrénées, Franța.

## Comune
- Bouloc
- Cazes-Mondenard
- Durfort-Lacapelette
- Lauzerte (reședință)
- Montagudet
- Montbarla
- Saint-Amans-de-Pellagal
- Sainte-Juliette
- Sauveterre
- Tréjouls